# Clausoecia
Clausoecia is een geslacht van kreeftachtigen uit de klasse van de Ostracoda (mosselkreeftjes).

## Soort
- Clausoecia pusilla (Müller, G.W., 1906)